# Парламентские выборы в Израиле (1949)
Парламентские выборы в Израиле 1949 годасостоялись 25 января и стали первыми в истории Израиля. На них были избраны 120 членов Учредительного собрания нового государства. Явка избирателей составила 86,9 %. Победу одержала левосионистская партия МАПАЙ во главе с первым премьер-министром независимого Израиля Давидом Бен-Гурионом. 16 февраля 1949 года, через два дня после первого заседания Учредительного собрания, депутаты проголосовали за изменение названия законодательного органа на Кнессет (ивр. כנסת‎, переводится как Собрание). Сегодня он известен как Первый Кнессет.

## Предыстория
Во время создания государства Израиль в мае 1948 года были образованы представительные и исполнительные органы власти, которые управляли новым государством. Эти органы не были выборными в чистом смысле и состояли из членов руковододящих органов Еврейского агентства и Национального комитета.
В Декларации независимости Израиля говорилось, что:
Постановляем, что с момента истечения срока мандата, сегодня ночью, в канун субботы, 6 ияра 5708 года, 15 мая 1948 года и впредь до создания выборных и нормально функционирующих государственных органов в соответствии с конституцией, которая будет установлена избранным Учредительным собранием не позже 1 октября 1948 года, Народный совет будет действовать как Временный государственный совет, его исполнительный орган — Народное правление — будет являться Временным правительством еврейского государства, которое будет именоваться Израилем.
Однако выборы не были проведены до назначенной даты из-за продолжающейся войны и дважды отменялись, что не позволяло принять конституцию. В конечном итоге выборы состоялись 25 января 1949 года.
5 ноября 1948 года Временный государственный совет постановил, что Учредительное собрание будет состоять из 120 членов. 8 ноября 1948 года была проведена перепись населения, которая была необходима из-за роста числа новых иммигрантов и из-за арабских жителей Подмандатной Палестины, которые стали беженцами в результате военных действий. В целях переписи по всей стране был введён комендантский час на семь часов, с пяти вечера до полуночи. Другой проблемой был вопрос избирательной системы. Были высказаны предложения о различных избирательных системах, но в конечном итоге было решено сохранить избирательную систему, которая существовала на выборах в Ассамблею представителей еврейской общины в Британской Палестине, и что избранное Учредительное собрание будет органом, который определит будущую избирательную систему Израиля.
По всей стране было подготовлено тысяча избирательных участков. Согласно переписи, число имеющих право голоса избирателей составляло полмиллиона человек. Всего для участия в выборах был зарегистрирован 21 избирательный список.

## Результаты
|                                                                    |                                                      |                                   |         |       |       |  |  |  |
| Партия                                                             | Партия                                               | Лидер                             | Голоса  | %     | Места |  |  |  |
|                                                                    | Партия рабочих Земли Израильской (МАПАЙ)             | Давид Бен-Гурион                  | 155 274 | 35,72 | 46    |  |  |  |
|                                                                    | Объединённая рабочая партия (МАПАМ)                  | Ицхак Табенкин                    | 64 018  | 14,73 | 19    |  |  |  |
|                                                                    | Объединённый религиозный фронт                       | Хаим Моше Шапира                  | 52 982  | 12,19 | 16    |  |  |  |
|                                                                    | Движение «Свобода» (Херут)                           | Менахем Бегин                     | 49 782  | 11,45 | 14    |  |  |  |
|                                                                    | Общие сионисты                                       | Исраэль Роках                     | 22 661  | 5,21  | 7     |  |  |  |
|                                                                    | Прогрессивная партия                                 | Пинхас Розен                      | 17 786  | 4,09  | 5     |  |  |  |
|                                                                    | Сефарды и выходцы Востока                            | Бехор-Шалом Шитрит                | 15 287  | 3,52  | 4     |  |  |  |
|                                                                    | Израильская коммунистическая партия (МАКИ)           | Шмуэль Микунис                    | 15 148  | 3,48  | 4     |  |  |  |
|                                                                    | Демократический список Назарета                      | Сейф эль-Дин Эль-Зуаби            | 7 387   | 1,70  | 2     |  |  |  |
|                                                                    | Список воинов                                        | Натан Елин-Мор                    | 5 363   | 1,23  | 1     |  |  |  |
|                                                                    | Международная женская сионистская организация (ВИЦО) | Рахель Коэн-Каган                 | 5 173   | 1,19  | 1     |  |  |  |
|                                                                    | Ассоциация йеменцев в Израиле                        | Гарри Поллит                      | 4 399   | 1,01  | 1     |  |  |  |
|                                                                    | Рабочий блок                                         | Абд ар-Рахман аль-Хусейни         | 3 214   | 0,74  | 0     |  |  |  |
|                                                                    | Движение Жаботинского                                | Арье Альтман                      | 2,892   | 0,67  | 0     |  |  |  |
|                                                                    | Список харедимов                                     | Элияу Ки-Тов                      | 2 835   | 0,65  | 0     |  |  |  |
|                                                                    | Народный арабский блок                               | Жорж Нассер                       | 2 812   | 0,65  | 0     |  |  |  |
|                                                                    | Работающие и религиозные женщины                     | Това Сангадрай                    | 2 796   | 0,64  | 0     |  |  |  |
|                                                                    | Список Ицхака Гринбойма                              | Ицхак Гринбойм                    | 2 514   | 0,58  | 0     |  |  |  |
|                                                                    | Объединённый список религиозных рабочих              | Йешаяху Лейбович                  | 1 280   | 0,29  | 0     |  |  |  |
|                                                                    | За Иерусалим                                         | Даниэль Остер                     | 842     | 0,19  | 0     |  |  |  |
|                                                                    | Список традиционного иудаизма                        | Мордехай Боксбаум                 | 239     | 0,05  | 0     |  |  |  |
|                                                                    | Всего                                                | Всего                             | 434 684 | 100   | 120   |  |  |  |
|                                                                    | Избирателей зарегистрировано/Явка                    | Избирателей зарегистрировано/Явка | 506 567 | 86,88 |       |  |  |  |
| Источник: Официальный сайт Кнессета и Central Election Commission. |                                                      |                                   |         |       |       |  |  |  |

## После выборов
14 февраля первым спикеров Кнессета стал Иосиф Шпринцак из партии МАПАЙ. 16 февраля 1949 года Первый Кнессет избрал Хаима Вейцмана первым президентом Израиля. 8 марта 1949 года было сформировано новое правительство с Давидом Бен-Гурионом в качестве премьер-министра. В правящую коалицию вошли партия Бен-Гуриона МАПАЙ, Объединённый религиозный фронт, Прогрессивная партия, Сефарды и выходцы Востока и Демократический список Назарета. Спикером был назначен Йосеф Спринзак из партии МАПАЙ.
В 1949 году был принят закон об образовании, который ввёл обязательное школьное образование для всех детей в возрасте от 5 до 14 лет. 5 июля 1950 года был принят Закон о возвращении.
15 октября 1950 года Бен-Гурион ушёл в отставку из-за разногласий с Объединённым религиозным фронтом по вопросам образования в новых лагерях иммигрантов и системы религиозного образования, а также из-за требований о закрытии Министерства снабжения и нормирования и назначении бизнесмена министром торговли и промышленности. 1 ноября 1950 года Бен-Гурион сформировал второе правительство с теми же партнёрами по коалиции, что и раньше, хотя и с небольшими изменениями.
14 февраля 1951 года правительство ушло в отставку после того, как Кнессет отклонил предложения министра образования и культуры о регистрации школьников, что привело к досрочным выборам 30 июля 1951 года.